# Linia kolejowa nr 365
Linia kolejowa nr 365 Stary Raduszec – Mużaków – niezelektryfikowana jednotorowa linia kolejowa o długości 79,38 km.
Linia budowana etapami, najwcześniej powstał odcinek Lubsko – Tuplice otwarty w 1897 roku. Niecały rok później uruchomiono dwa odcinki Tuplice – Łęknica i Łęknica – Mużaków, pod koniec 1913 otwarto odcinek Stary Raduszec – Strużka-Janiszowice a wiosną 1914 Strużka-Janiszowice – Lubsko. Już w 1945 zawieszono ruch pasażerski i towarowy od Łęknicy w kierunku Niemiec. Począwszy od 1986 roku zawieszano ruch pociągów na kolejnych odcinkach, najpierw Stary Raduszec – Lubsko następnie Lubsko – Tuplice (1990) i Tuplice – Łęknica (1996). Obecnie linia jest w trakcie likwidacji, w wielu miejscach została rozebrana.